# En spricka i kristallen
En spricka i kristallen är en roman av den svenska författaren Cecilia Gyllenhammar, publicerad första gången 2004 under namnet Cecilia von Krusenstjerna på Albert Bonniers Förlag. Romanen har självbiografiska drag.
En spricka i kristallen filmatiserades som miniserie i två delar 2007 i regi av Harald Hamrell.

## Handling
Romanen handlar om Suss, en rikemansdotter som växer upp i Göteborg med en pappa som är företagsledare tills han efter diverse misslyckade företagsfusioner tvingas lämna styrelserummet. Utåt sett framstår Suss familj som lycklig och framgångsrik, men under ytan döljer sig en otrogen far och en dotter som inte blir älskad av sin mor.

## Utgåvor
- En spricka i kristallen: roman. Stockholm: Bonnier fakta. 2004. Libris 9436881. ISBN 91-85015-19-9
- En spricka i kristallen. Månpocket, 99-0184541-6 ([Ny utg.]). Stockholm: Månpocket. 2005. Libris 9840306. ISBN 91-7001-254-7
- En spricka i kristallen: roman. Bonnier pocket, 99-0307595-2 ([Ny utg.]). Stockholm: Bonnier fakta. 2007. Libris 10592176. ISBN 978-91-0-011912-6
- En spricka i kristallen ([Ny utg.]). Stockholm: Telegram. 2012. Libris 12767208. ISBN 978-91-7423-048-2